# Direção de Bibliotecas, Arquivos e Museus
A Direção de Bibliotecas, Arquivos e Museus (Dibam) é o órgão do Estado do Chile, dependente do Ministério da Educação, encarregado da definição das políticas públicas em matéria de cultura relacionadas com os museus, arquivos e bibliotecas do estado. Administra e organiza as bibliotecas públicas, coordena os museus e é encarregada por lei pelo resguardo do patrimônio histórico.